# Тахар
Тахар е провинция в североизточен Афганистан с площ 12 333 км² и население 810 800 души (2004). Административен център е град Талокан.

## Административно деление
Провинцията се поделя на 12 общини.